# Петровское сельское поселение (Белгородская область)
Петро́вское се́льское поселе́ние — муниципальное образование в составе Прохоровского района Белгородской области России.
В сельское поселение входит 4 населенных пункта, 3 села - Петровка, Сергиевка, Васильевка, один Хутор - Гремучий.
Административный центр — село Петровка. Расстояние до административного районного центра составляет 28 км. 

## История
Петровское сельское поселение образовано 20 декабря 2004 года в соответствии с Законом Белгородской области № 159.

## Население
| 2010 | 2011 | 2012 | 2013 | 2014 | 2015 | 2016 | 2017 | 2018 |
| ---- | ---- | ---- | ---- | ---- | ---- | ---- | ---- | ---- |
| 303  | ↘301 | ↘299 | ↘283 | ↘269 | ↘267 | ↘264 | ↗274 | →274 |
| 2019 | 2020 | 2021 |      |      |      |      |      |      |
| ↘264 | ↘261 | ↘241 |      |      |      |      |      |      |

## Состав сельского поселения
| № | Населённый пункт | Тип населённого пункта       | Население |
| - | ---------------- | ---------------------------- | --------- |
| 1 | Васильевка       | село                         | ↘79       |
| 2 | Гремучий         | хутор                        | ↘3        |
| 3 | Петровка         | село, административный центр | ↘160      |
| 4 | Сергиевка        | село                         | ↗61       |